# Gare d'Aix-les-Bains-Le Revard
La gare d'Aix-les-Bains-Le Revard est une gare ferroviaire française des lignes : de Culoz à Modane (frontière) et d'Aix-les-Bains-Le Revard à Annemasse. Elle est située à proximité du centre-ville d'Aix-les-Bains, dans le département de la Savoie en région Auvergne-Rhône-Alpes. Au nom de la ville a été ajouté le nom du mont Revard, qui la domine.
Elle est mise en service en 1856, une époque où la Savoie n'était pas française, par la Compagnie du chemin de fer Victor-Emmanuel. 
C'est une gare de la Société nationale des chemins de fer français (SNCF), desservie par des TGV qui effectuent des missions entre Paris-Gare-de-Lyon et Annecy. C'est également une importante gare régionale du réseau TER Auvergne-Rhône-Alpes.

## Situation ferroviaire

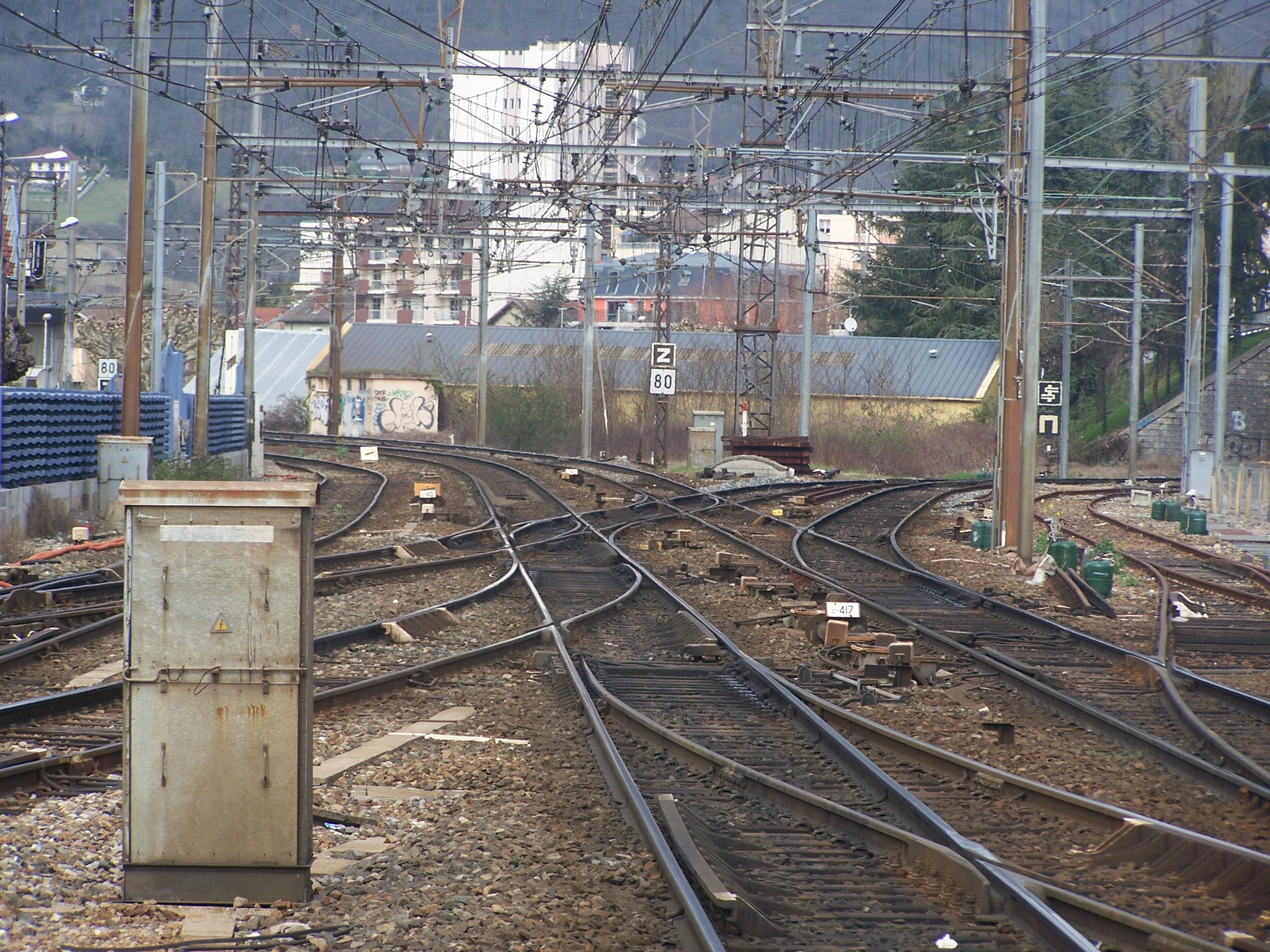
Embranchement des lignes.

Établie à 244 mètres d'altitude, la gare de bifurcation d'Aix-les-Bains-Le Revard est située au point kilométrique (PK) 123,622 de la ligne de Culoz à Modane (frontière), entre les gares ouvertes de Chindrieux et de Viviers-du-Lac. Elle est également l'origine de la ligne d'Aix-les-Bains-Le Revard à Annemasse, précédant la gare de Grésy-sur-Aix.
La gare comporte cinq quais A, B, C, D, E de longueurs différentes : le quai A mesure 417 m, le quai B 419, le quai C 372 m, le quai D 305 m, et le quai E 277 m.

## Histoire

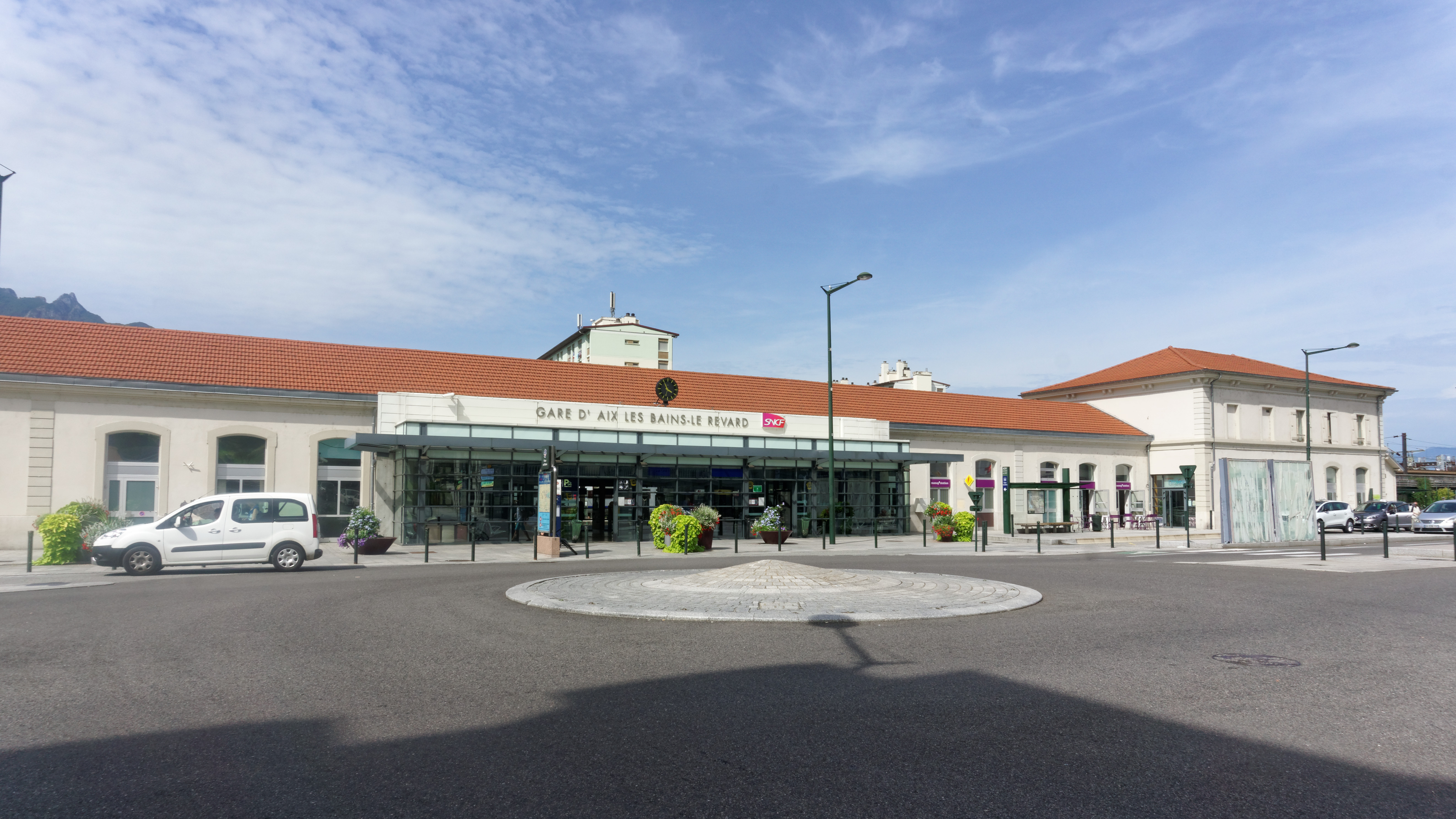
Le bâtiment voyageurs côté parvis.

La « station d'Aix-les-Bains », situé sur le territoire des États de Savoie, est mise en service le 15 décembre 1856 par la Compagnie du chemin de fer Victor-Emmanuel, lorsqu'elle ouvre à l'exploitation les 85 km de la section d'Aix-les-Bains à Saint-Jean-de-Maurienne. 
Le 31 août 1857, la ligne est prolongée jusqu'à Saint-Innocent pour relier Aix-les-Bains et le lac du Bourget et le 2 septembre 1858 la gare est reliée au réseau des chemins de fer français par Culoz avec l'ouverture à l'exploitation du tronçon sarde de Saint-Innocent au Rhône et du tronçon français de Culoz au Rhône.
En 1860, elle devient une gare de la Compagnie des chemins de fer de Paris à Lyon et à la Méditerranée (PLM) après le rattachement de la Savoie à la France.
La ligne entre Aix-les-Bains et Annecy est mise en service le 5 juillet 1866 par le PLM.
Le premier tracé de la ligne de Saint-Jean-de-Maurienne à Culoz faisait passer la ligne plus près du lac et la gare se trouvait dans le hameau de Choudy. Les habitants d'Aix-les-Bains réclamaient une gare plus proche du centre, qui fut approuvé par l'arrêté ministériel du 22 avril 1865.
Cette nouvelle gare fut inaugurée en 1866 ; l'ancienne gare de Choudy fut revendue, transformée en villa et existe encore de nos jours.
Le bâtiment de la gare de 1866 se composait d'un corps central encadré par deux ailes basses et des bâtiments annexes en bois. Il fut agrandi à de nombreuses reprises par allongement des ailes et ajout de bâtiments en dur pour le buffet, les bagages et la poste. Dans les années 1970, le corps central originel fut finalement arasé au profit d'une entrée moderne, de même hauteur que les ailes avoisinantes.
En mars 1992, un déraillement de plusieurs wagons à l'entrée nord de la gare, dont certains comprenant des produits chimiques, entraîne des mesures de confinement dans la ville.

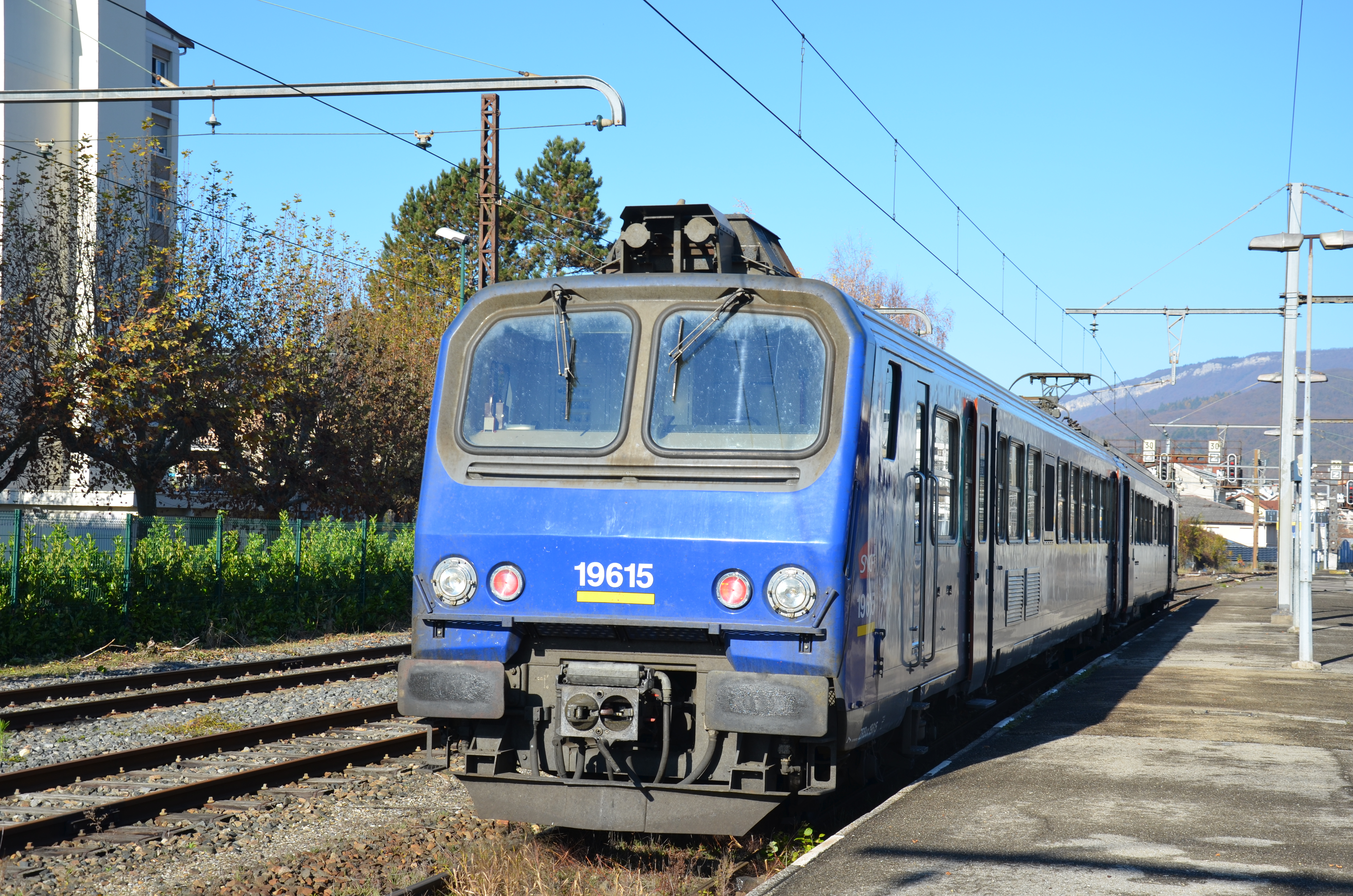
Rame Z2 pour Ambérieu en 2015.

Au début des années 2000, dans le cadre du projet Gares en mouvement, des travaux de rénovation et de restructuration de la gare sont conduits en même temps que ceux du Boulevard. Ils visent à requalifier l'entrée afin de permettre un meilleur accès à une clientèle de plus en plus nombreuse (travailleurs quotidiens se rendant à Chambéry, Grenoble ou Annecy ; étudiants se rendant aux Universités de Grenoble via la gare de Grenoble-Universités-Gières ; les touristes de la saison hivernale à destinations des stations de sports d'hiver savoyardes ; les personnes venant profiter de la station thermale). Ces travaux comprennent un nouvel espace de vente, deux espaces d'attente dans le vestibule, de nouvelles concessions de services (vélostation, guichet multimodal), ainsi qu'une nouvelle façade vitrée. Un couloir pour les piétons est également mis en place entre la gare et le boulevard. Le bâtiment voyageurs rénové et le nouveau pôle multimodal sont inaugurés le 24 octobre 2008 et mis en service en novembre.

## Service des voyageurs

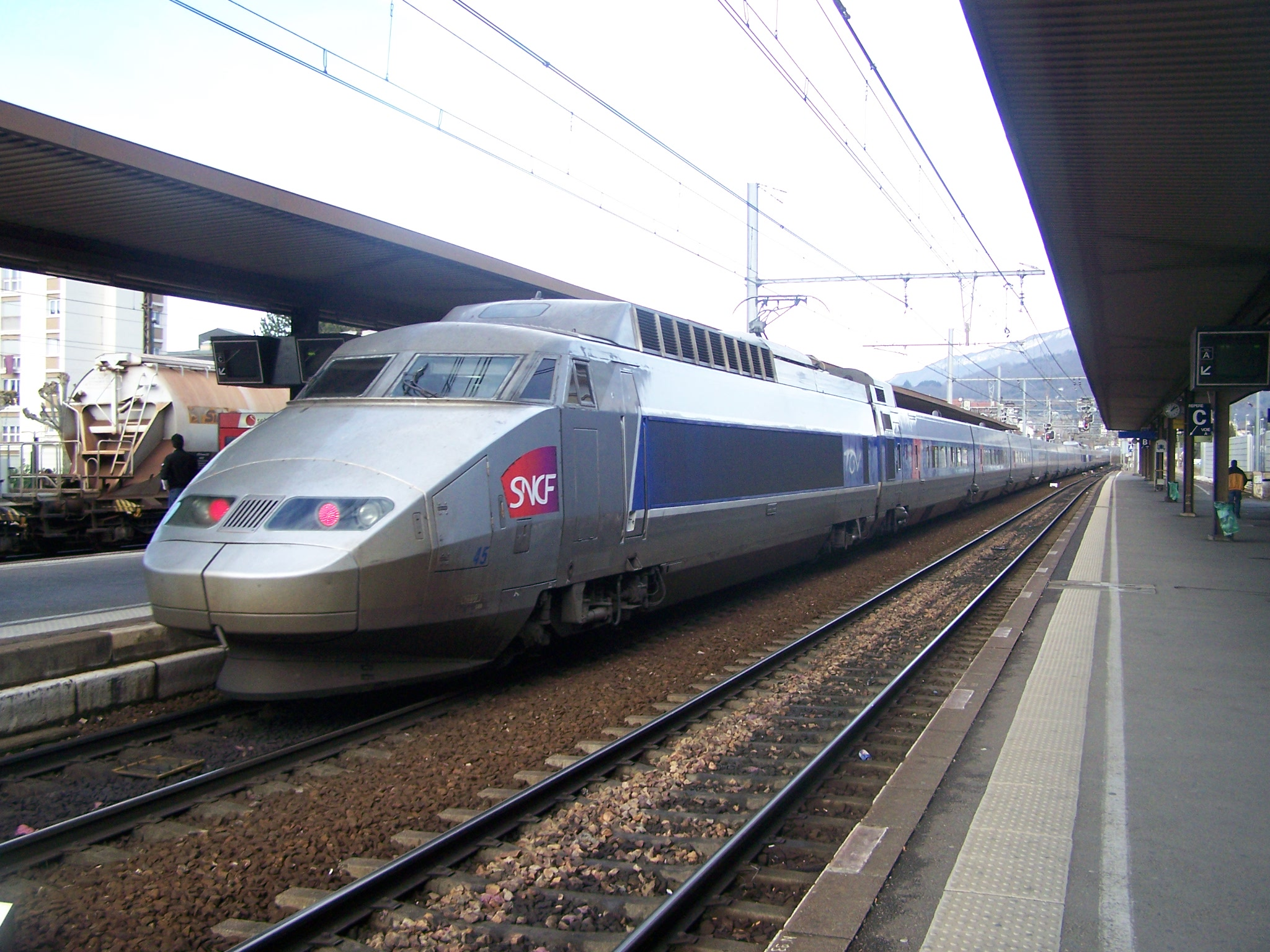
Intérieur de la gare et TGV à quai.

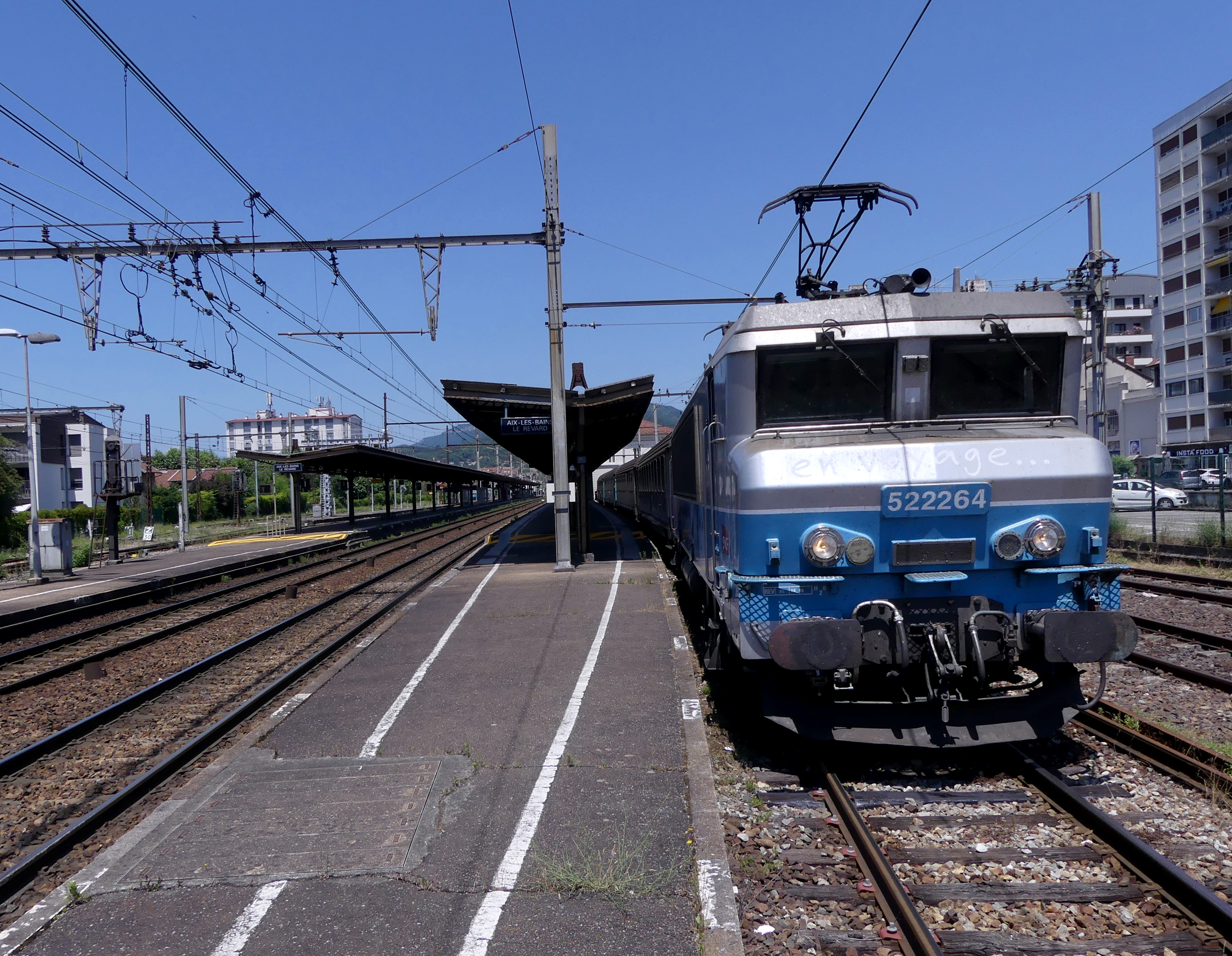
TER sur la voie Sud.

### Accueil
Gare SNCF, elle dispose d'un bâtiment voyageurs avec un guichet ouvert tous les jours. Elle est équipée d'automates pour l'achat de titres de transport. Des aménagements, équipements et services sont à la disposition des personnes à la mobilité réduite. Un buffet.

### Desserte
La gare de d'Aix-les-Bains-Le Revard est desservie par des trains TER Auvergne-Rhône-Alpes, sur les relations :
- Genève-Cornavin / Annecy ↔ Aix-les-Bains-Le Revard ↔ Chambéry - Challes-les-Eaux ↔ Grenoble ↔ Valence TGV ↔ Valence-Ville (↔ Avignon-Centre) ;
- Aix-les-Bains-Le Revard ↔ Chambéry - Challes-les-Eaux ↔ Albertville ↔ Moûtiers - Salins - Brides-les-Bains ↔ Bourg-Saint-Maurice ;
- Ambérieu-en-Bugey ↔ Culoz ↔ Chambéry - Challes-les-Eaux ;
- Lyon-Part-Dieu ↔ Chambéry - Challes-les-Eaux ↔ Modane ;
- Lyon-Part-Dieu ↔ Chambéry - Challes-les-Eaux ↔ Albertville ↔ Moûtiers - Salins - Brides-les-Bains ↔ Bourg-Saint-Maurice (uniquement les samedis en saison hivernale).

La gare est également desservie par des TGV inOui, sur la relation Paris-Gare-de-Lyon ↔ Annecy (via Chambéry - Challes-les-Eaux).

### Intermodalité
Un parc pour les vélos et un parking pour les véhicules y sont aménagés. Elle est desservie par des autobus urbains du réseau Ondéa et des autocars régionaux.

Desserte de la gare
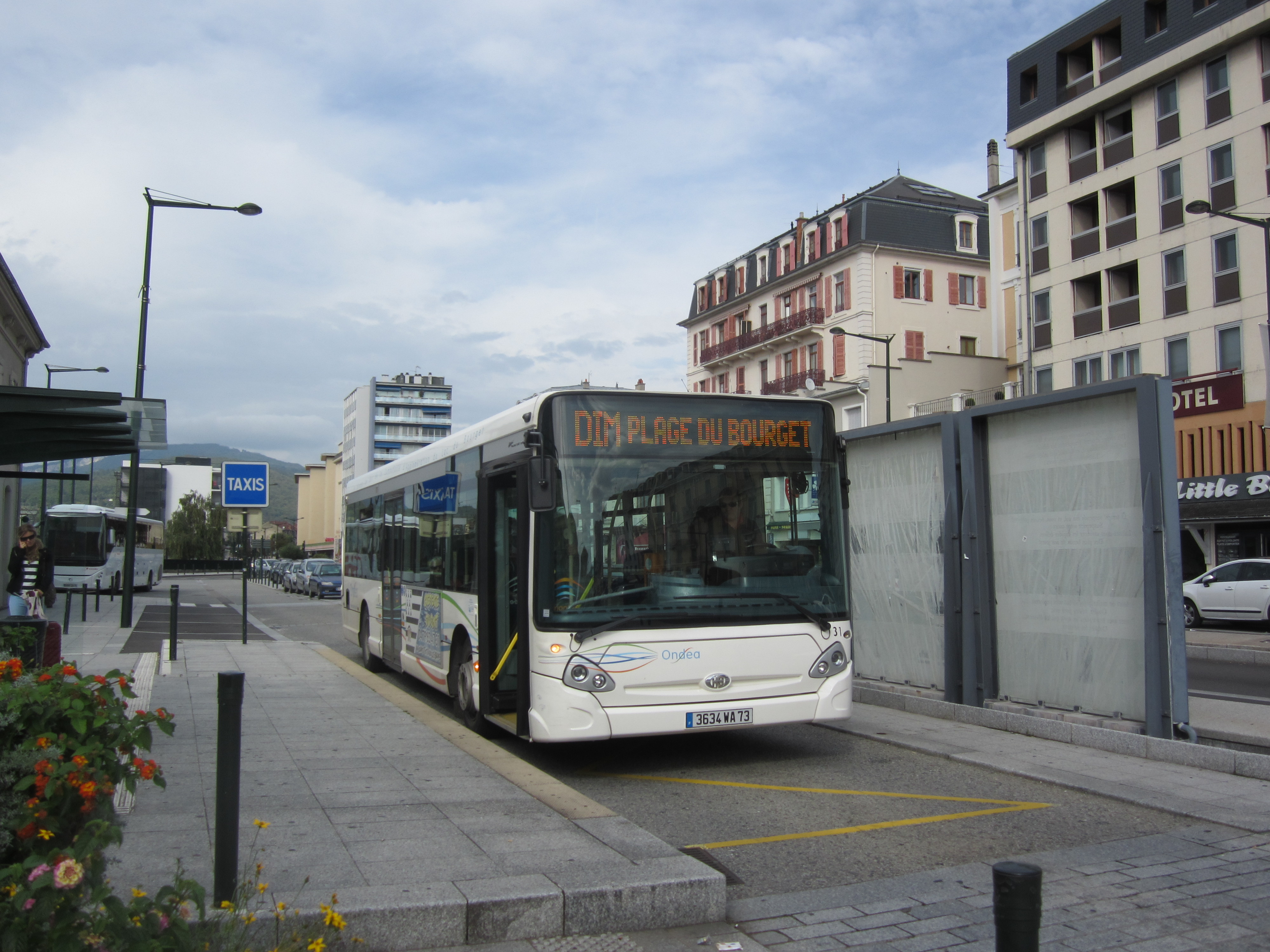
Autobus du réseau Ondéa.